# صوم (مسيحية)
 هذا الموضوع هو عن الصيام في المسيحية، إذا كنت تريد صفحة الصيام بصورة عامة أو في أديان أخرى قم بزيارة صفحة التوضيح صوم. 
الصوم في المسيحية هي فترة انقطاع عن الشهوات الجسدية (الطعام) والشهوات الروحية (الأعمال السيئة).
وينقسم الصيام إلى عدة اقسام :
1. الصوم الكبير (قبل عيد القيامة)
2. الصوم الصغير (قبل عيد الميلاد)
3. صوم الرسل (بعد عيد العنصرة بِأسبوع)
4. صوم السيدة (قبل عيد رقاد السيدة بِأربعة عشر يوم)
5. اقسام صيام أخرى حسب الطقوس والطوائف.
  1. صوم باعوثة نينوى، في العراق.
  2. صوم العذارى، في العراق.